# Hermate Souffrant
Hermate Souffrant (ur. 1 lipca 1968) – haitański judoka. Olimpijczyk z Barcelony 1992, gdzie zajął 21. miejsce w wadze średniej.
Brązowy medalista igrzysk panamerykańskich w 1991, a także igrzysk Ameryki Środkowej i Karaibów w 1993 i mistrzostw panamerykańskich w 1992 roku.

## Letnie Igrzyska Olimpijskie 1992
| Konkurencja | Eliminacje            | Klas. końcowa |
| Konkurencja | Przeciwnik I          | Miejsce       |
| ----------- | --------------------- | ------------- |
| 86 kg       | Densign White (GBR) P | 21.           |